# Lijst van beelden in Assen

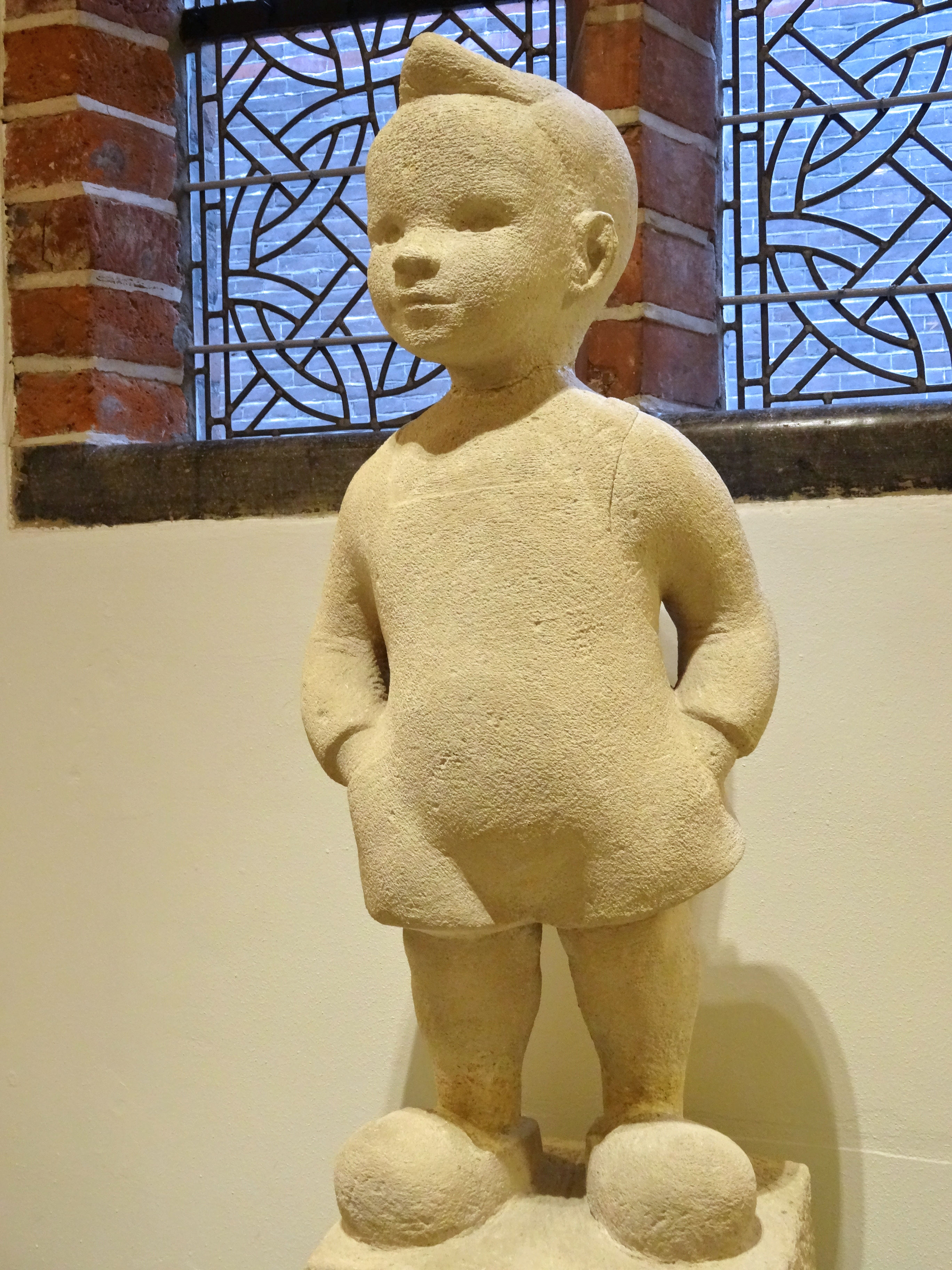
Bartje (1954) van Suze Boschma-Berkhout in de kloostergang van het voormalig klooster Maria in Campis, nu onderdeel van het Drents Archief.

Dit is een (onvolledige) chronologische lijst van beelden in Assen. Onder een beeld wordt hier verstaan elk driedimensionaal kunstwerk in de openbare ruimte van de Nederlandse gemeente Assen, waarbij beeld wordt gebruikt als verzamelbegrip voor sculpturen, standbeelden, installaties, gedenktekens en overige beeldhouwwerken.
Het bekendste beeld van Assen is ongetwijfeld dat van Bartje. De afbeelding hiervan is terug te vinden op veel verschillende toeristische artikelen, van sleutelhangers tot stropdassen. Er zijn twee versies van het beeld, beide gemaakt door Suze Boschma-Berkhout; het originele stenen beeld uit 1954 staat in het Drents Archief. Vanwege vandalisme werd het in 1981 vervangen door een bronzen versie, die achter de zijvleugel van het Ontvangershuis (onderdeel van het Drents Museum) is geplaatst.
In de eerste helft van de jaren 80 werden meerdere beelden geplaatst in het centrum van Assen, zoals de Marskramer (Gedempte Singel) en de Kuiper (Brink).
Voor een volledig overzicht van de beschikbare afbeeldingen zie de categorie Beelden in Assen op Wikimedia Commons.
| Geplaatst                                           | Omschrijving                                                | Kunstenaar                                                              | Locatie                                                   | Materiaal                      | Afbeelding |
| --------------------------------------------------- | ----------------------------------------------------------- | ----------------------------------------------------------------------- | --------------------------------------------------------- | ------------------------------ | ---------- |
| 1885                                                | De Germaan                                                  | Atelier Cuypers-Stoltzenberg                                            | Brink, op dak van het Gouvernementsgebouw (Drents Museum) | steen                          |            |
| 1885                                                | 5-delig fries in de voorgevel                               | Friedrich Stephan Stoltefus                                             | Brink, aan het Gouvernementsgebouw                        | steen?                         |            |
| 20e eeuw, replica naar 17e-eeuws origineel          | Triton                                                      | Adriaen de Vries                                                        | Brink, tuin Ontvangershuis                                |                                |            |
| 20e eeuw, uit 1781, onderdeel Righetti-beeldengroep | Triton                                                      | Francesco Righetti                                                      | Brink, tuin Ontvangershuis                                | lood                           |            |
| 1930                                                | vijf gevelornamenten                                        | Willem Coenraad Brouwer                                                 | Oosterhoutstraat, Wilhelminaziekenhuis                    | terracotta                     |            |
| 1934                                                | plaquette koningin Emma                                     | Gra Rueb                                                                | Emmastraat                                                | brons                          |            |
| 1939                                                | monument Wolter Hendrik Hofstede                            | Johan Keller                                                            | Asserbos                                                  | brons                          |            |
| ca. 1950                                            | Oorlogsmonument                                             | J.H. van Houten                                                         | Zuiderbegraafplaats                                       | natuursteen                    |            |
| 1951                                                | Provinciaal Gedenkteken                                     | Willem Valk                                                             | Brink                                                     | brons                          |            |
| 1951                                                | Monument op de Joodse begraafplaats                         | H.J. Engberts                                                           | Haarweg (Joodse begraafplaats)                            | natuursteen                    |            |
| 1954                                                | Bartje                                                      | Suze Boschma-Berkhout                                                   | Oostersingel                                              | natuursteen                    |            |
| jaren 50                                            | zonder titel (gevelstenen Nillmij)                          | Mans Meijer                                                             | Mr. P.J. Troelstralaan                                    | keramiek                       |            |
| jaren 50                                            | zonder titel (gevelstenen Nillmij)                          | Mans Meijer                                                             | Mr. P.J. Troelstralaan                                    | keramiek                       |            |
| 1957                                                | De verkeersmoloch                                           | Emile van Emstede                                                       | De Haar (Verkeerspark)                                    | zandsteen                      |            |
| ca. 1957                                            | grafmonument voor H.F. Faber-Harsema                        | Hildo Krop                                                              | De Boskamp                                                | natuursteen                    |            |
| ca. 1957                                            | De fluitspeler                                              | Gerard Héman                                                            | Prinses Irenestraat (in opslag?)                          | beton                          |            |
| 1959                                                | Indisch tafereel                                            | Alfred van Werven                                                       | Overcingellaan                                            | sgraffito                      |            |
| jaren 60                                            |                                                             |                                                                         | Venestraat (in opslag?)                                   |                                |            |
| 1961                                                | zonder titel (naakte jongensfiguur)                         | Wladimir de Vries                                                       | Lonerstraat                                               | brons                          |            |
| 1962                                                | De cultuurdrager                                            | Charles Hammes                                                          | Kleine Brink                                              | steen                          |            |
| ca. 1964                                            | Ontluikend leven                                            | Rinus Meijer                                                            | Kamerlingh Onneslaan                                      | steen                          |            |
| 1966                                                | sculptuur uit ijzeren pomponderdelen                        | Evert Musch                                                             | Dr. A.F. Philipsweg 51                                    | ijzer                          |            |
| 1967                                                | Waakzaamheid                                                | Rinus Meijer                                                            | Beilerstraat                                              | natuursteen                    |            |
| 1969                                                | Vogel of Reiger                                             | Paulus Reinhard                                                         | Gouverneurstuin (gestolen)                                | brons                          |            |
| 1969                                                | Stapeling                                                   | Frans Jansen                                                            | Groen van Prinstererlaan                                  | staal                          |            |
| 1970                                                | golvende baksteenwand met vierkante vormen                  | Haringa + Olijve                                                        | Fokkerstraat (Nassaucollege, gebouw Penta)                |                                |            |
| jaren 70                                            | Gevelreliëf                                                 |                                                                         | Vredeveldseweg, De Open Hof                               |                                |            |
| 1970                                                | Monument op de Joodse begraafplaats                         |                                                                         | Haarweg (Joodse begraafplaats)                            |                                |            |
| 1970                                                | Discoid form 1                                              | Lucien den Arend                                                        | Rolderrotonde (sinds 2020)                                | brons                          |            |
| 1970                                                | Witte bolvormen                                             | Jan Verschoor                                                           | Europaweg Zuid                                            | polyester                      |            |
| 1972                                                | zonder titel                                                | Herman van der Heide                                                    | Weiersstraat                                              | staal                          |            |
| 1973                                                | Amazone                                                     | Arthur Spronken                                                         | Westerbrink                                               | brons                          |            |
| 1973                                                | 3 Zuilen met vogel                                          | Herman Nieweg                                                           | Rijnstraat                                                | beton/staal/brons              |            |
| 1973                                                | Drie maagden                                                | André Schaller                                                          | Westerbrink (bij provinciehuis)                           |                                |            |
| voor 1974                                           | Drie palen                                                  | Evert Strobos                                                           | Maria in Campislaan                                       |                                |            |
| voor 1975                                           | kievitenpaar                                                | Herman Nieweg                                                           | Zuidenveld 115, aan gevel voormalige kleuterschool        | beton                          |            |
| 1978                                                | Liefdespaar                                                 | Jan Dekkers                                                             | Beilerstraat (Boshof)                                     | portland cement                |            |
| jaren 80                                            | De zeven hoofdzonden                                        | Onno de Ruijter                                                         | Paul Krugerstraat, Anholt                                 | steen                          |            |
| 1980                                                | Gegolfd en Draaiend Brons                                   | Paul Hulskamp                                                           | landgoed Valkenstijn                                      | brons                          |            |
| 1980/1981                                           | zonder titel (halfronde vorm)                               | Eric Boot                                                               | Boskamp                                                   |                                |            |
| 1981                                                | Keramische stoel                                            | Jan Snoeck                                                              | Het Kanaal, bij brandweerkazerne (in opslag)              | keramiek                       |            |
| 1981                                                | Bartje                                                      | Suze Boschma-Berkhout                                                   | Oostersingel                                              | brons                          |            |
| 1982                                                | Pauze                                                       | Jits Bakker                                                             | Brunelstraat (in opslag?)                                 | brons                          |            |
| 1983                                                | zonder titel (naakte jongensfiguur)                         | Wladimir de Vries                                                       | Salland 4, achter CS Vincent van Gogh                     | brons                          |            |
| 1983                                                | De Marskramer                                               | Pieter d' Hont                                                          | Gedempte Singel                                           | brons                          |            |
| 1984                                                | Lezende figuur                                              | Albert Petstra                                                          | Kloekhorststraat (in opslag)                              | keramiek en baksteen           |            |
| 1984                                                | De Kuiper                                                   | Onno de Ruijter                                                         | Brink                                                     | brons en hardsteen             |            |
| 1985                                                | Elegance                                                    | Tineke Bot                                                              | Marktstraat                                               | brons                          |            |
| 1985                                                | Museumbezoekers                                             | Bert Kiewiet                                                            | Museumtuin                                                | brons                          |            |
| 1985                                                | Monument voor Franse parachutisten                          | Johan Hamminga                                                          | Balkenweg                                                 | steen en marmer                |            |
| 1986                                                | Man met hond                                                | Marina van der Kooi                                                     | Europaweg Zuid 1 (WZA)                                    | hardsteen                      |            |
| 1988                                                | zonder titel                                                | Kie Ellens                                                              | Peeloërespad                                              | metaal                         |            |
| 1990                                                | Joods monument                                              | Sam Drukker                                                             | Oudestraat                                                | cortenstaal en steen           |            |
| 1990                                                | Sarrasani                                                   | Klaas Gubbels                                                           | Museumtuin                                                | cortenstaal                    |            |
| 1990                                                | Fontein Masman                                              | Onno de Ruijter                                                         | Asserbos (kinderboerderij)                                |                                |            |
| 1990                                                | Two columns, six parts                                      | Haringa + Olijve                                                        | Stationsstraat                                            | rvs, cortenstaal               |            |
| 1993                                                | Noorderzon                                                  | Wia van Dijk                                                            | Hannie Schaftweg                                          |                                |            |
| 1993                                                | Vogelachtigen                                               | Jan Pieter de Graaf                                                     | Egelslag                                                  | staal                          |            |
| 1994                                                | Sisyphus                                                    | Bert Meinen                                                             | Stadsbroek                                                |                                |            |
| 1994?                                               | Pniël                                                       | onbekend                                                                | Talmastraat, bij Molukse kerk                             |                                |            |
| 1995                                                | Filmdoek                                                    | Annet Haring                                                            | Weiersstraat, voor DNK                                    | brons                          |            |
| 1995                                                | Buutpaal                                                    | Mirjam Veldhuis                                                         | Merwedestraat, schoolplein (gestolen)                     | brons                          |            |
| 1996                                                | Bokkentoren                                                 | Huub Laurens                                                            | Vredeveldseweg                                            | hout, brons, koper             |            |
| 1996                                                | Vleugel                                                     | Sita Bandringa                                                          | Europaweg West, rotonde Ter Aardseweg                     | staal                          |            |
| 1996                                                | Vlinder                                                     | Sita Bandringa                                                          | Asserbos                                                  | acrylaat                       |            |
| 1996                                                | zonder titel (zeven sculpturen)                             | Groenewoud/Buij                                                         | Anne Frankpark                                            |                                |            |
| 1997                                                | Verzonken verleden                                          | Marian Geboers                                                          | Westerbrink (bij provinciehuis)                           |                                |            |
| 1998                                                | Deliberation                                                | Bert Kiewiet                                                            | Schepersmaat 2 (NAM)                                      | brons                          |            |
| 1999                                                | Herdershond en schapen een deel van een meerdelig kunstwerk | Gert Sennema                                                            | Brink in Loon                                             | brons                          |            |
| 2001                                                | zonder titel                                                | Gjalt Blaauw                                                            | Europaweg Zuid                                            | staal en steen                 |            |
| 2001                                                | Armeens monument                                            | anoniem                                                                 | De Boskamp                                                | tufsteen                       |            |
| 2001                                                | Vortex                                                      | David Veldhoen                                                          | Westerbrink (bij provinciehuis)                           | brons                          |            |
| 2002                                                | zonder titel (2 delen)                                      | Marte Röling                                                            | Lauwers, bij Waterleiding Maatschappij Drenthe            |                                |            |
| 2002                                                | TT-Monument                                                 | Ilona Lénárd en Kas Oosterhuis                                          | Brinkstraat                                               | aluminium                      |            |
| 2003                                                | Aktion                                                      | Nicolas Dings                                                           | Dr. Nassaulaan                                            | brons op terazzo               |            |
| 2003                                                | Duif                                                        | Edith Benedictus                                                        | Burg. Bothenius Lohmanweg, Park Diepstroeten              | keramiek                       |            |
| 2003                                                | Baggelhuis                                                  | Nico Gerbenzon                                                          | Baggelhuizen                                              | beton                          |            |
| 2004                                                | Om-geven                                                    | Frode Bolhuis                                                           | Europaweg Zuid 1 (WZA)                                    | keramiek, brons en beton       |            |
| 2005                                                | Schaap in boom                                              | Hans Vos                                                                | Kloosterweg, Kloosterveen                                 | aluminium en cortenstaal       |            |
| 2005                                                | Bridging                                                    | Nick Hullegie                                                           | Rolderhoofdweg, rotonde                                   | staal                          |            |
| 2006                                                | Sprankelplek                                                | Jos Spanbroek                                                           | Talmastraat                                               | staal                          |            |
| 2007                                                | Monument Joodse slachtoffers uit de Oranjestraat            | Paul Engberts i.s.m. Albert Gilbert Herinneringscentrum Kamp Westerbork | Oranjestraat                                              | zwerfkei met bronzen plaquette |            |
| 2007                                                | Venus van Kloosterveen                                      | Natasja Bennink                                                         | Caro van Eijckweg, Kloosterveen                           | brons                          |            |
| 2007                                                | Een beeld voor alle waterstanden                            | Mirjam Veldhuis                                                         | Aletta Jacobsweg, Kloosterveen                            |                                |            |
| 2008                                                | De Duiventil                                                | Alphons ter Avest                                                       | Asserwijk, Kloosterveen                                   |                                |            |
| 2008                                                | Toetertoren                                                 | Alphons ter Avest                                                       | sluis Peelo                                               | aluminium                      |            |
| 2008                                                | TT-Landmark                                                 | Rob Schreefel                                                           | langs A28                                                 | Bretons graniet                |            |
| 2008                                                | Dialoog                                                     | Hugo Duchateau                                                          | rotonde Parkplein                                         | brons                          |            |
| 2008                                                | Sisyphus                                                    | Gert Sennema                                                            | Gouverneurstuin                                           | beukenhout                     |            |
| 2010                                                | Fabeldier met theemuts                                      | Joop Striker                                                            | Vaart / Kanaal (in opslag)                                |                                |            |
| 2012                                                | The Window of Your Eyes                                     | Giny Vos                                                                | Westerbrink, bij provinciehuis                            | glas en ledverlichting         |            |
| 2013                                                | Boombank                                                    | Jurgen Bey                                                              | Brink                                                     | hout                           |            |
| 2015                                                | Toon                                                        | Jeroen Bisscheroux                                                      | Selma Lagerlöflaan, bij CS Vincent van Gogh               | staal                          |            |
| 2016                                                | Monument voor de waarheid van de leugen                     | Hans van Houwelingen                                                    | Vesteplein                                                | brons                          |            |
| 2016                                                | MotoGP Upside Down                                          | Bliissem                                                                | Jack Middelburgplein (bij TT-circuit)                     |                                |            |
| 2018                                                | Mannes                                                      | Maurice Nio en Q.S. Serafijn                                            | Stationsplein                                             | accoya                         |            |
| 2018                                                | zonder titel                                                | Anne-Ruth 't Lam                                                        | Selma Lagerlöflaan, bij CS Vincent van Gogh               | aluminium, plexiglas           |            |
| onbekend                                            | zonder titel                                                | Eric Boot                                                               | Burg. Bothenius Lohmanweg, Park Diepstroeten              |                                |            |
| onbekend                                            | zonder titel                                                | Eric Boot                                                               | Hendrik de Ruiterstraat                                   | brons                          |            |
| onbekend                                            | Gespleten stapeling                                         | Dick van der Linden                                                     | Asserbos (kinderboerderij)                                | cortenstaal                    |            |
| onbekend                                            | Krul                                                        | Sita Bandringa                                                          | Reest, Van Gelderschool                                   |                                |            |
| onbekend                                            | zonder titel                                                | Ko Vester                                                               | Van Doornestraat, bij Buitenzorg                          | steen en aluminium             |            |
| onbekend                                            | Open zuil                                                   | Dick van der Linden                                                     | Martin Luther Kingweg                                     | staal                          |            |
| onbekend                                            | stenen vogel                                                | Herman Nieweg                                                           | Merwedestraat                                             |                                |            |
| onbekend                                            | onbekend                                                    | onbekend                                                                | De Boskamp                                                | hout                           |            |
| onbekend                                            | onbekend (auto's)                                           | Haringa + Olijve                                                        | Stelling                                                  |                                |            |